# Deycimont
Deycimont est une commune française située dans le département des Vosges, en région Grand Est.
Ses habitants sont appelés les Deycimontais.

## Géographie

### Localisation

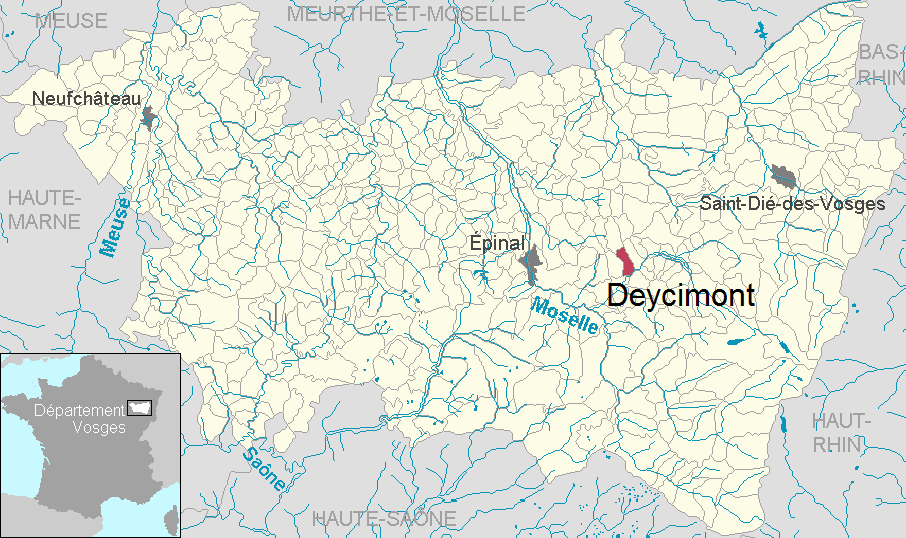
Localisation dans le département.

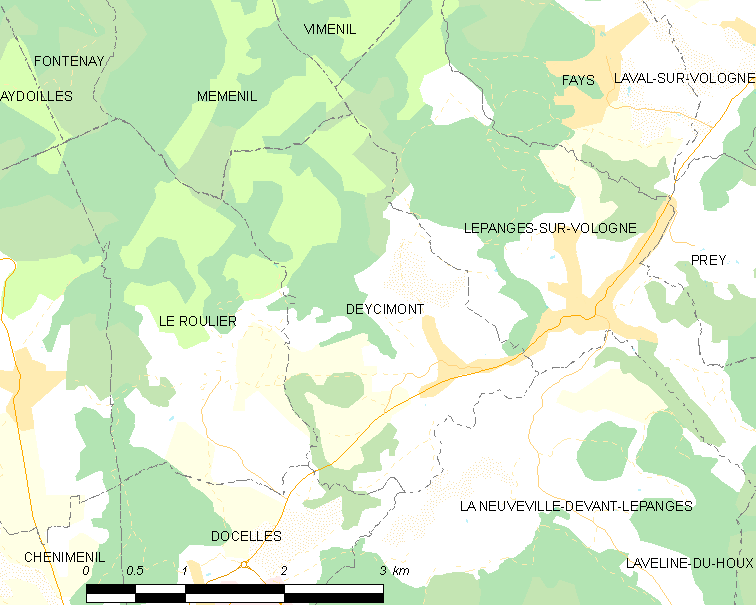
Situation géographique de Deycimont.

Au cœur de la vallée de la Vologne entre Lépanges et Docelles, le village, traversé par les ruisseaux la Bouillante et le Rupt du Void (respectivement affluent et sous-affluent de la Vologne), s'appuie sur le massif du Recreux.
Les écarts principaux sont le Faing Vairel et Aligoutte, mais on distinguait autrefois d'autres écarts aujourd'hui plus ou moins rattachés au « Centre » : le Rupt-du-Void, le Moulin, la Creuse…

### Géologie et relief
La commune se compose de 30,34 hectares de territoires artificialisés (4,76 %), 315,28 hectares de territoires agricoles (49,42 %) et 292,74 hectares de forêts et milieux semi-naturels (45,88 %).
Espaces naturels :
- Trois zones naturelles d'intérêt écologique, faunistique et floristique (Znieff) :

Massif vosgien.
Faing Vairel à Deycimont.
Forêts d’Épinal et de Tannières.

### Communes limitrophes
| Méménil    |           | Lépanges-sur-Vologne          |
| Le Roulier | Deycimont |                               |
| Docelles   |           | La Neuveville-devant-Lépanges |

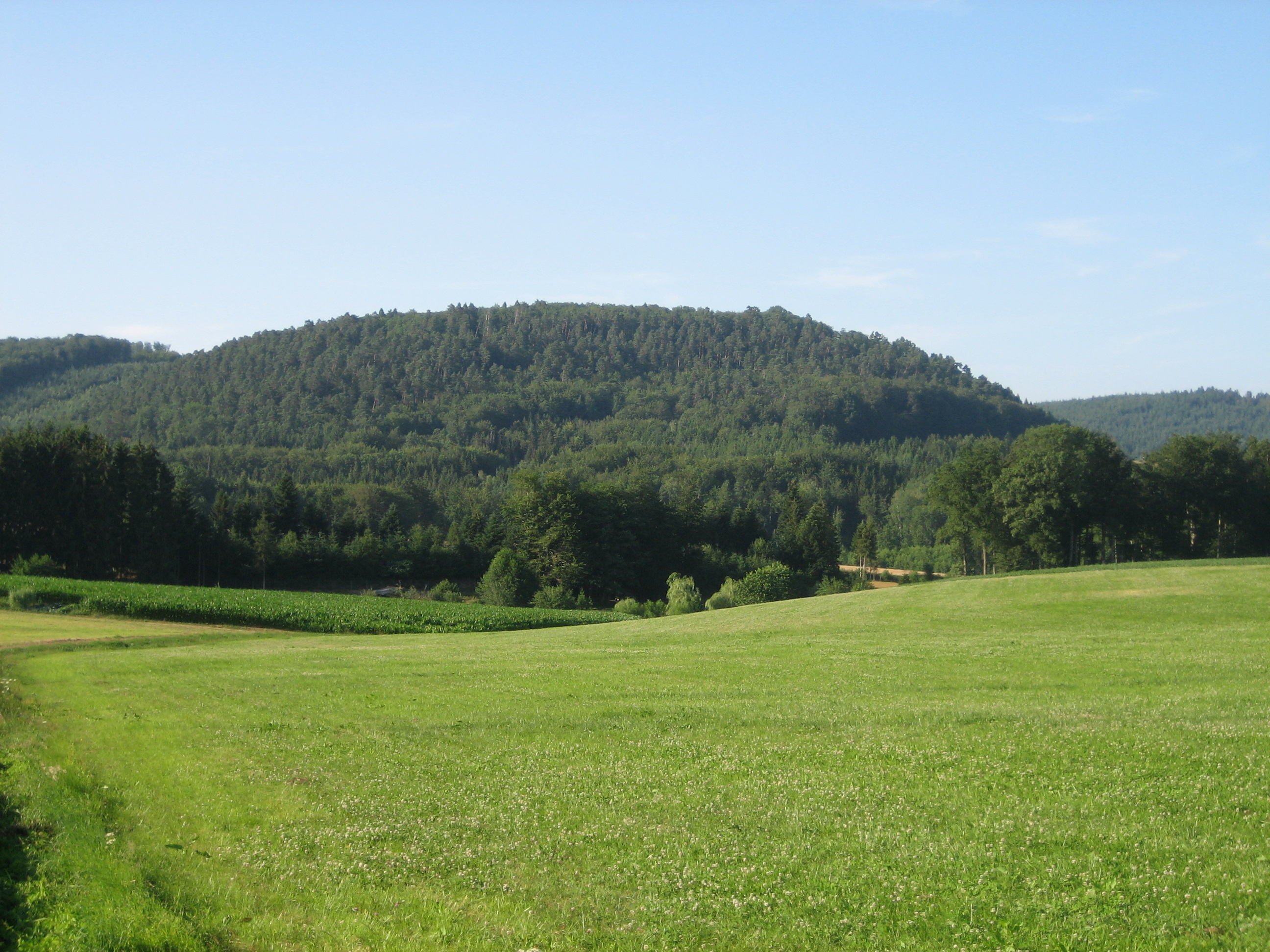
Massif du Recreux.
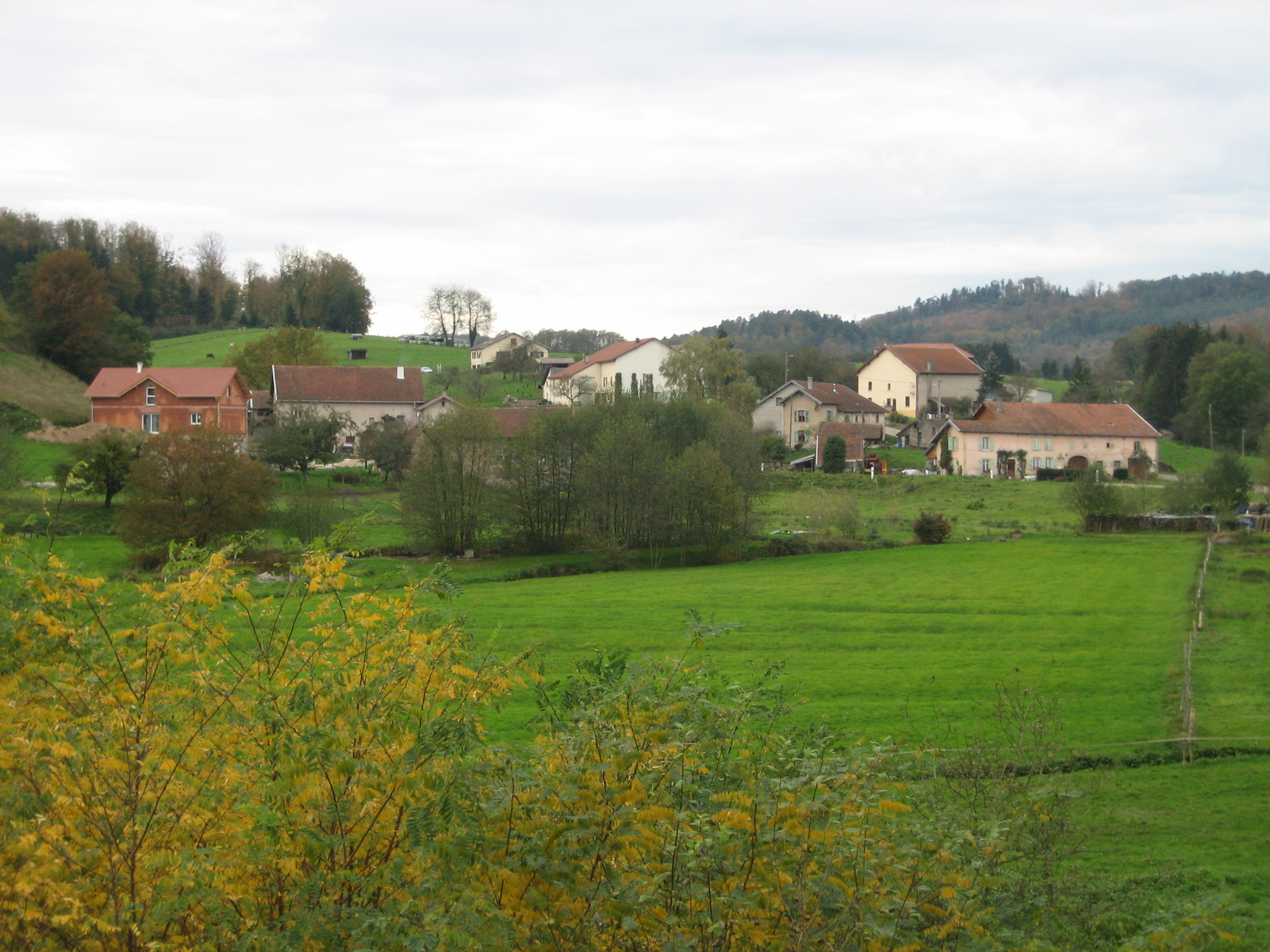
Vue actuelle de l'écart du Rupt-du-Void.

### Hydrographie et les eaux souterraines
Hydrogéologie et climatologie : Système d’information pour la gestion des eaux souterraines du bassin Rhin-Meuse :
Territoire communal : Occupation du sol (Corinne Land Cover); Cours d'eau (BD Carthage),
Géologie : Carte géologique; Coupes géologiques et techniques,
 Hydrogéologie : Masses d'eau souterraine; BD Lisa; Cartes piézométriques.
La commune est située dans le bassin versant du Rhin au sein du bassin Rhin-Meuse. Elle est drainée par la Vologne, le ruisseau de Faing Vairel et le ruisseau de St Nicolas,.
La Vologne prend sa source à plus de 1 240 mètres d'altitude, sur le domaine du jardin d'altitude du Haut-Chitelet, entre le Hohneck et le col de la Schlucht, et se jette dans la Moselle à Jarménil, à 358 m d'altitude.

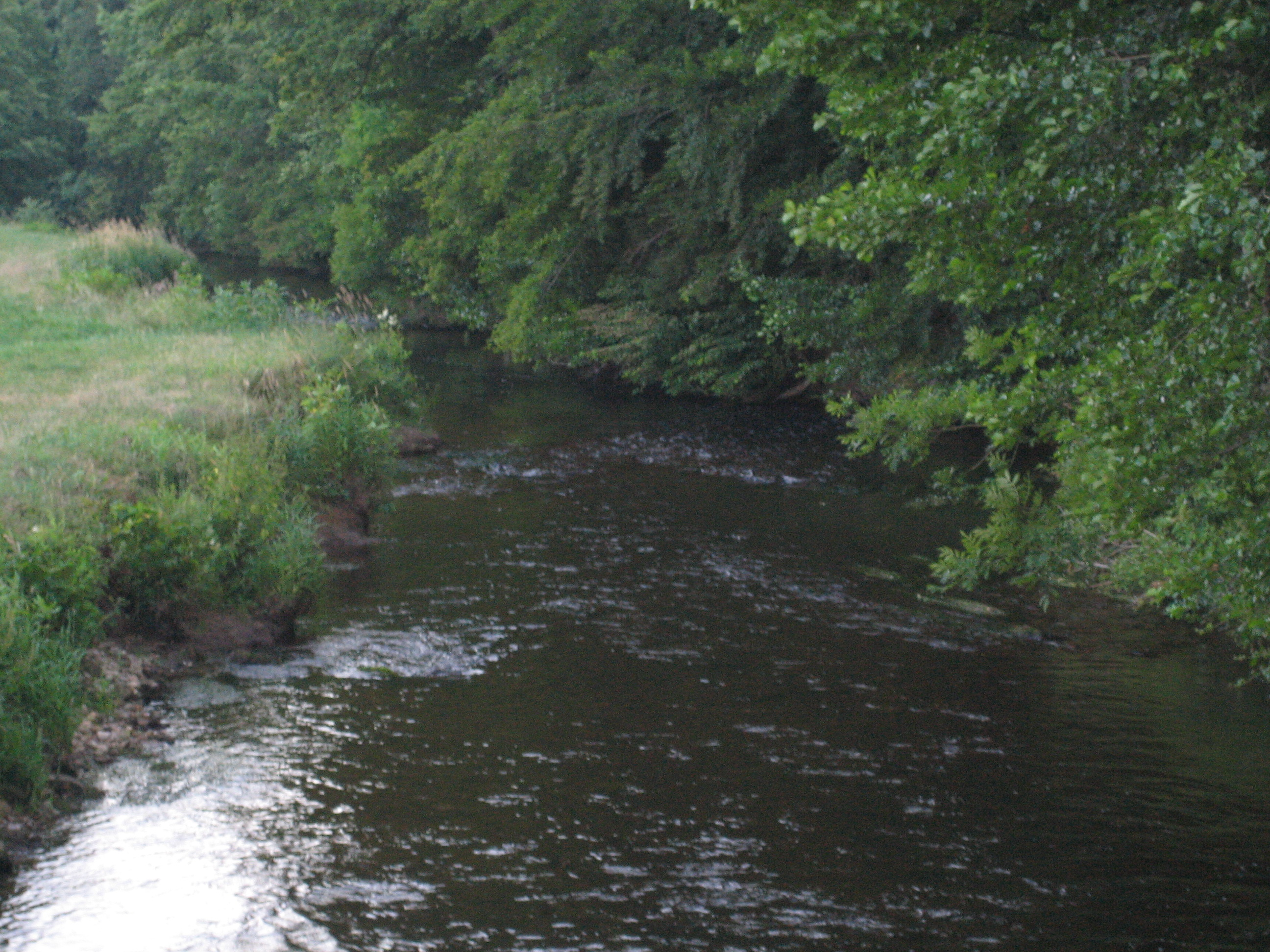
La Vologne à Deycimont.
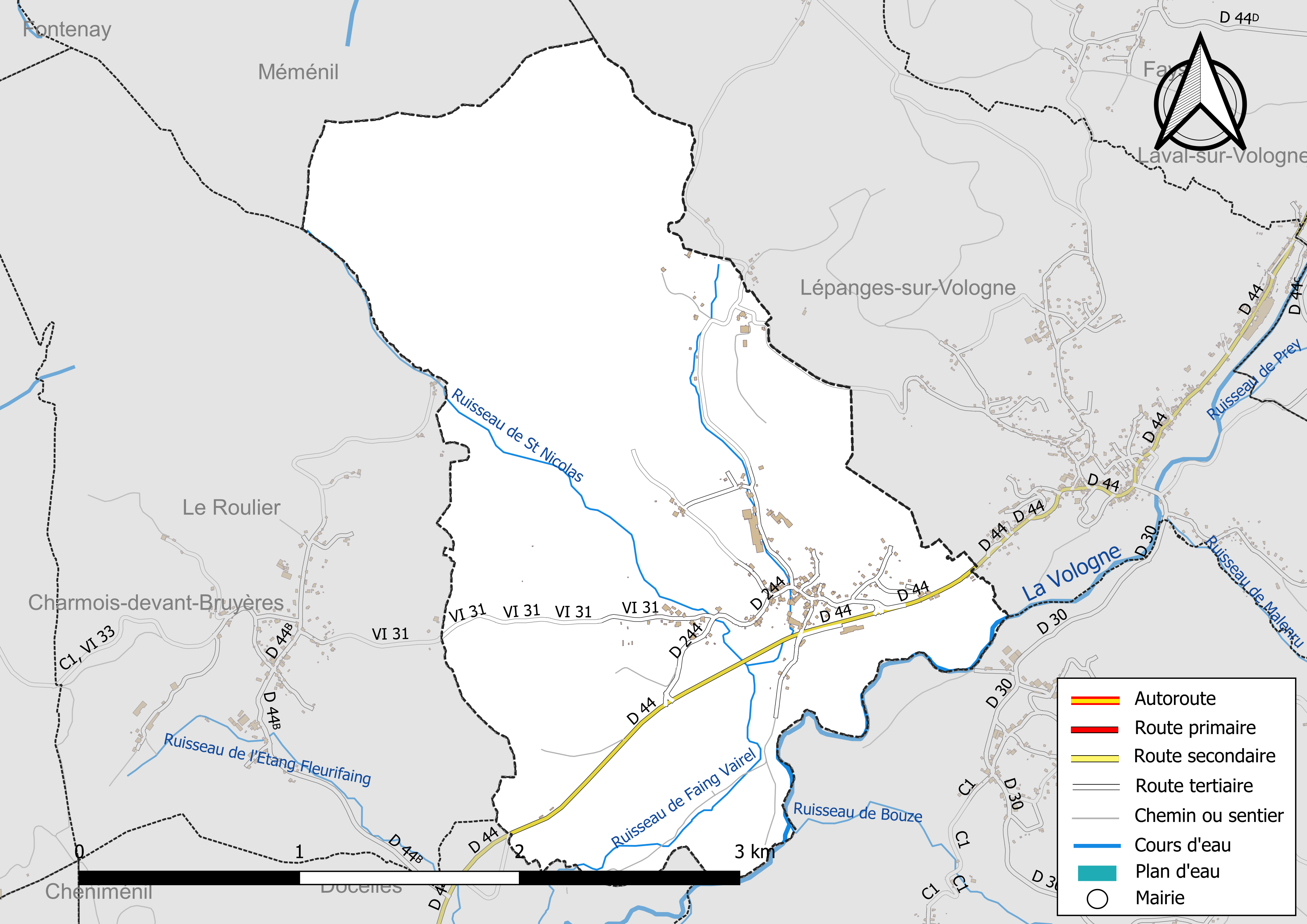
Réseaux hydrographique et routier de Deycimont.

La qualité des eaux de baignade et des cours d’eau peut être consultée sur un site dédié géré par les agences de l’eau et l’Agence française pour la biodiversité.

### Climat
Pour des articles plus généraux, voir Climat du Grand Est et Climat des Vosges.
En 2010, le climat de la commune est de type climat de montagne, selon une étude du Centre national de la recherche scientifique s'appuyant sur une série de données couvrant la période 1971-2000. En 2020, Météo-France publie une typologie des climats de la France métropolitaine dans laquelle la commune est exposée à un climat semi-continental et est dans la région climatique  Vosges, caractérisée par une pluviométrie très élevée (1 500 à 2 000 mm/an) en toutes saisons et un hiver rude (moins de 1 °C). 
Pour la période 1971-2000, la température annuelle moyenne est de 9,5 °C, avec une amplitude thermique annuelle de 17,1 °C. Le cumul annuel moyen de précipitations est de 1 217 mm, avec 13,5 jours de précipitations en janvier et 10,8 jours en juillet. Pour la période 1991-2020, la température moyenne annuelle observée sur la station météorologique de Météo-France la plus proche, « Le Roulier_sapc », sur la commune du Roulier à 2 km à vol d'oiseau, est de 10,2 °C et le cumul annuel moyen de précipitations est de 1 000,2 mm. 
La température maximale relevée sur cette station est de 38,1 °C, atteinte le 25 juillet 2019 ; la température minimale est de −18,3 °C, atteinte le 20 décembre 2009,,. 
Les paramètres climatiques de la commune ont été estimés pour le milieu du siècle (2041-2070) selon différents scénarios d'émission de gaz à effet de serre à partir des nouvelles projections climatiques de référence DRIAS-2020. Ils sont consultables sur un site dédié publié par Météo-France en novembre 2022.

## Urbanisme

### Typologie
Au 1er janvier 2024, Deycimont est catégorisée commune rurale à habitat dispersé, selon la nouvelle grille communale de densité à sept niveaux définie par l'Insee en 2022.
Elle est située hors unité urbaine. Par ailleurs la commune fait partie de l'aire d'attraction d'Épinal, dont elle est une commune de la couronne,. Cette aire, qui regroupe 118 communes, est catégorisée dans les aires de 50 000 à moins de 200 000 habitants,.

### Occupation des sols
L'occupation des sols de la commune, telle qu'elle ressort de la base de données européenne d’occupation biophysique des sols Corine Land Cover (CLC), est marquée par l'importance des territoires agricoles (49,6 % en 2018), une proportion sensiblement équivalente à celle de 1990 (49,9 %). La répartition détaillée en 2018 est la suivante : 
forêts (45,7 %), prairies (19,2 %), zones agricoles hétérogènes (18,9 %), terres arables (11,4 %), zones urbanisées (4,7 %). L'évolution de l’occupation des sols de la commune et de ses infrastructures peut être observée sur les différentes représentations cartographiques du territoire : la carte de Cassini (XVIIIe siècle), la carte d'état-major (1820-1866) et les cartes ou photos aériennes de l'IGN pour la période actuelle (1950 à aujourd'hui).

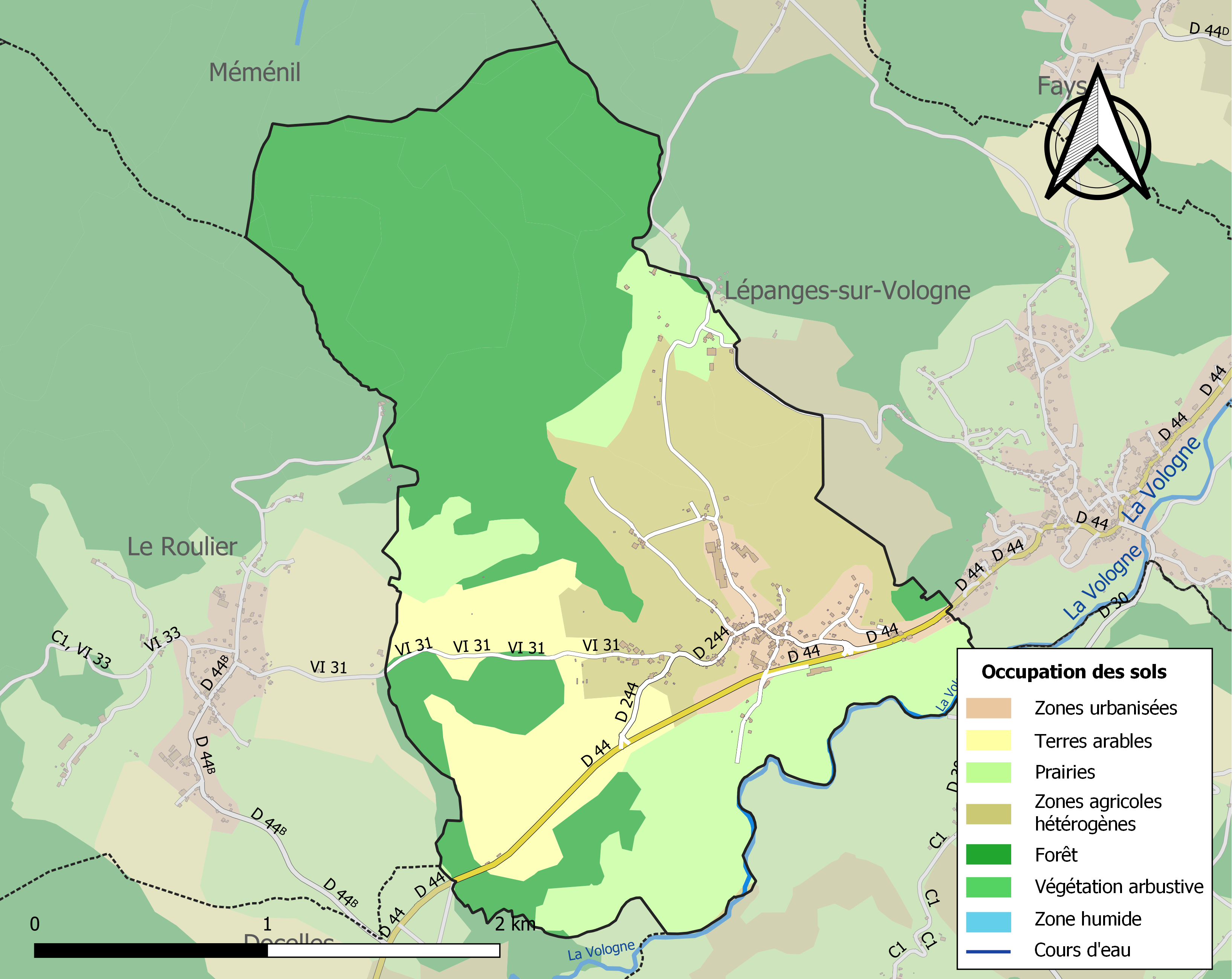
Carte des infrastructures et de l'occupation des sols de la commune en 2018 (CLC).

### Voies de communications et transports

#### Voies routières
- La commune est à 1,7 km de Lépanges-Vologne et 4,2 de Docelles[20].

#### Transports en commun

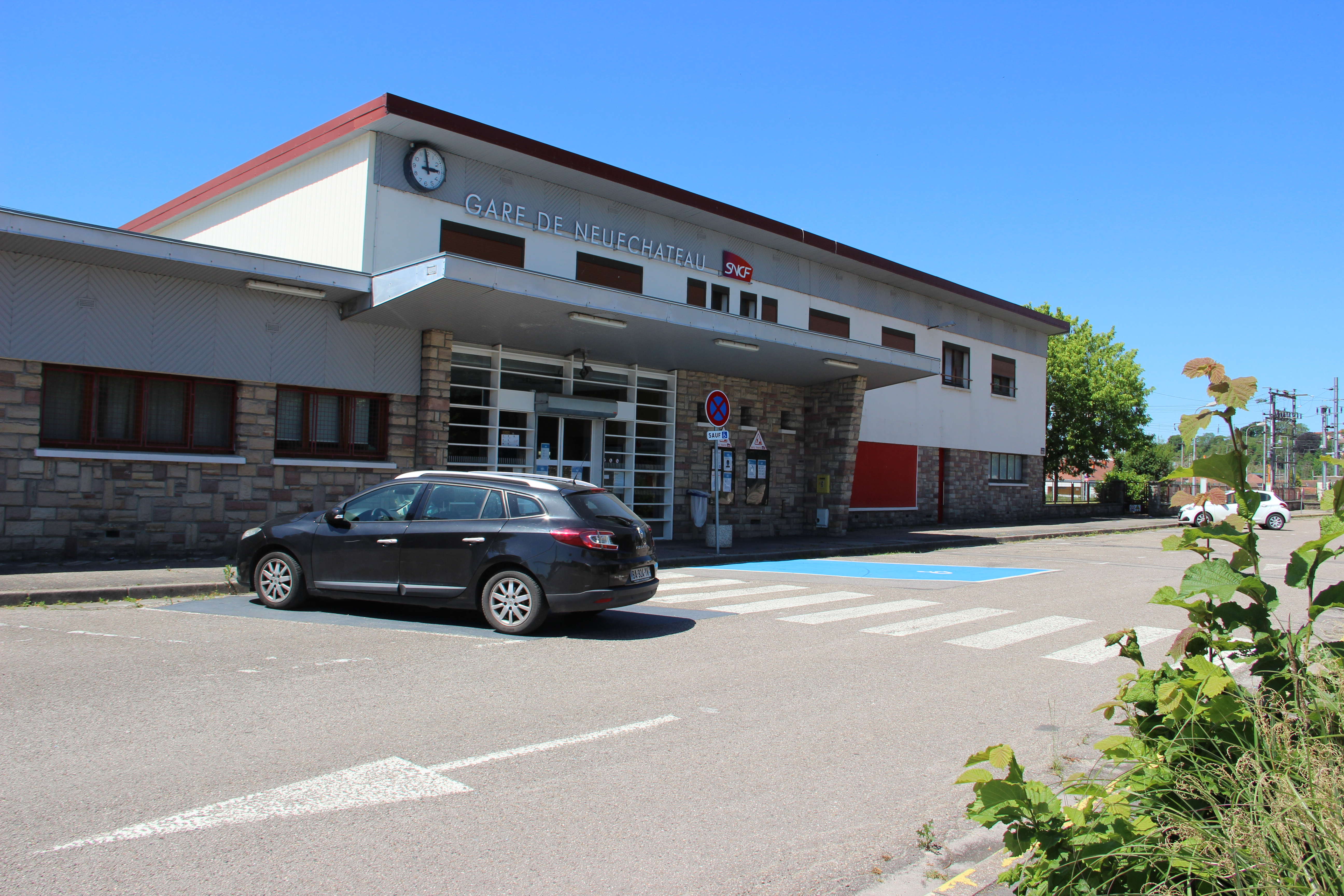
Gare de Bruyères.

- Fluo Grand Est.

#### Lignes SNCF
- Gare de Bruyères
- Gare d'Arches

#### Transports aériens
- L'Aéroport d'Épinal-Mirecourt « Vosges Aéroport ».

À partir de l'été 2021, l’aéroport d’Épinal-Mirecourt est devenu le "pélicandrome" de la Zone Est et servira ainsi de base de ravitaillement et d’intervention pour les avions bombardiers d’eau connus sous le nom de Dash 8.
- Aéroport de Colmar - Houssen.

## Toponymie
Le nom de la localité est attesté sous les formes Decemont (1232) ; De Deceimonte (1232) ; Deicimont, Decimont (1284-85) ; Decimons (XIVe siècle) ; De Timonte, pour de Decimonte (1402) ; Decymont (1552) ; Deycymont (XVIe siècle) ; Deyscimont (1560) [ Archives privées ] ; Deyecimont (1737) ; Decii mons (1768) ; Deycimont ou Deïcimont (1779).

D'après Jean-Claude Diedler, de la Société d'émulation du département des Vosges, son nom est issu de Dey, Dei (variante régionale de « Dieu ») et –cimont, du latin coementium qui signifie la pierre (« la pierre du domaine de Dieu » ou « lieu de la Pierre divine » en référence aux pierres de la roche du Fournel.

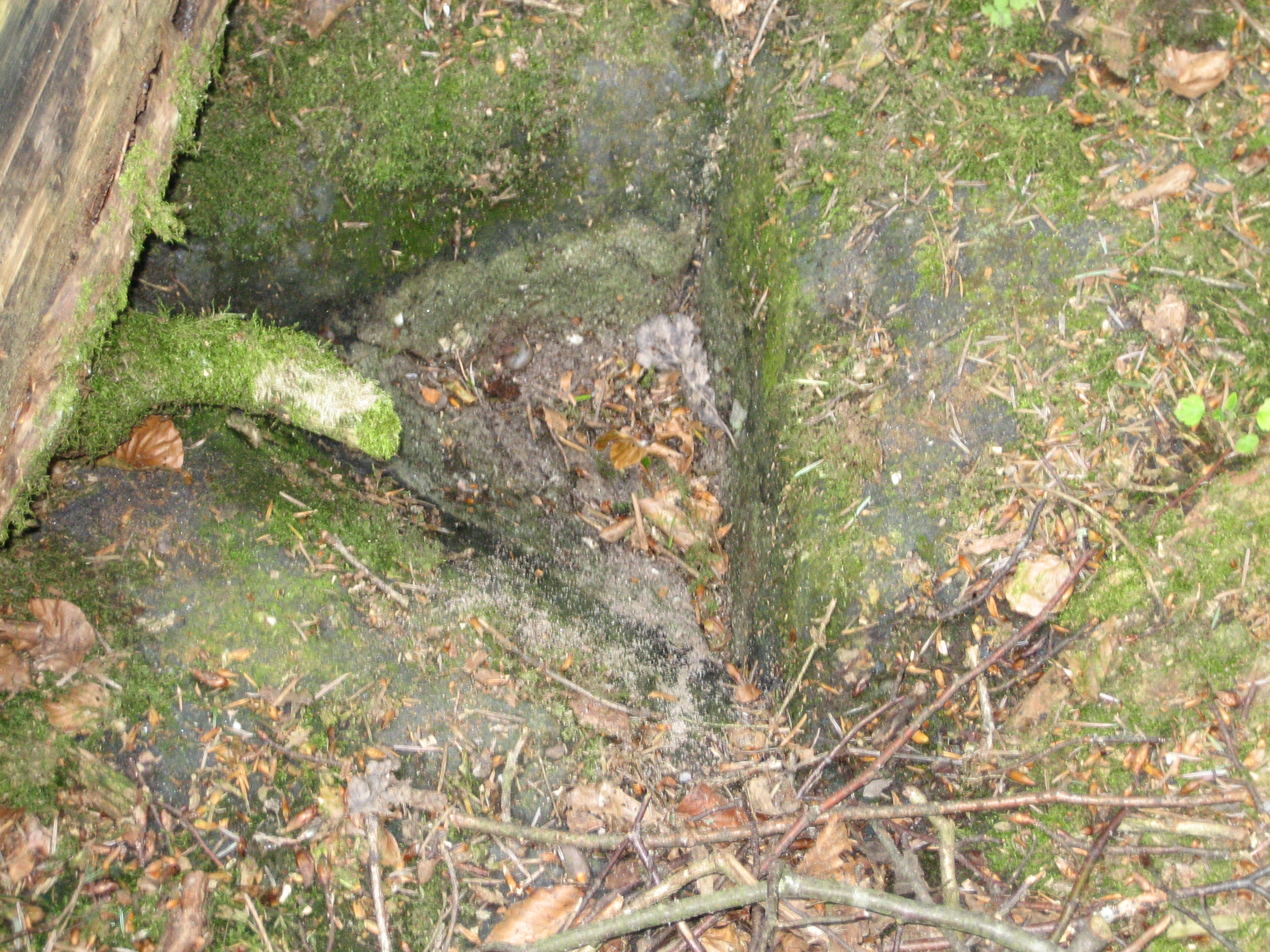
Roche des Gaulois.

Ce n’est pas ce que retiennent Albert Dauzat et Charles Rostaing, ils y voient le nom d’un homme Decius qu’ils joignent au radical mons. L’erreur provient du fait qu’ils s’appuient sur l'appellation erronée, Decemont, datée de 1232, Alban Fournier propose aussi la décomposition erronée Deici-mont de 1284-85.

Son nom prouvent que la période gauloise a laissé une empreinte aussi vivace que celle de l'ancien culte des pierres ; celui-ci, vaincu par le polythéisme celte, puis romain, lutta sans profit contre les premiers apôtres du christianisme.

## Histoire

### Origines
L'occupation du territoire communal remonte certainement à l'époque celtique ou au moins romaine comme en témoignent des monnaies gauloises trouvées sur le territoire de la commune (potin leuque "à la tête d'indien" du type Scheers 1.C) ainsi que les quelques vestiges du début de notre ère (monnaie romaine de l'empereur Trajan Dèce) et borne solaire retrouvée dans les murs de l'ancien presbytère).

### Un site important: la Tête du Fourneau

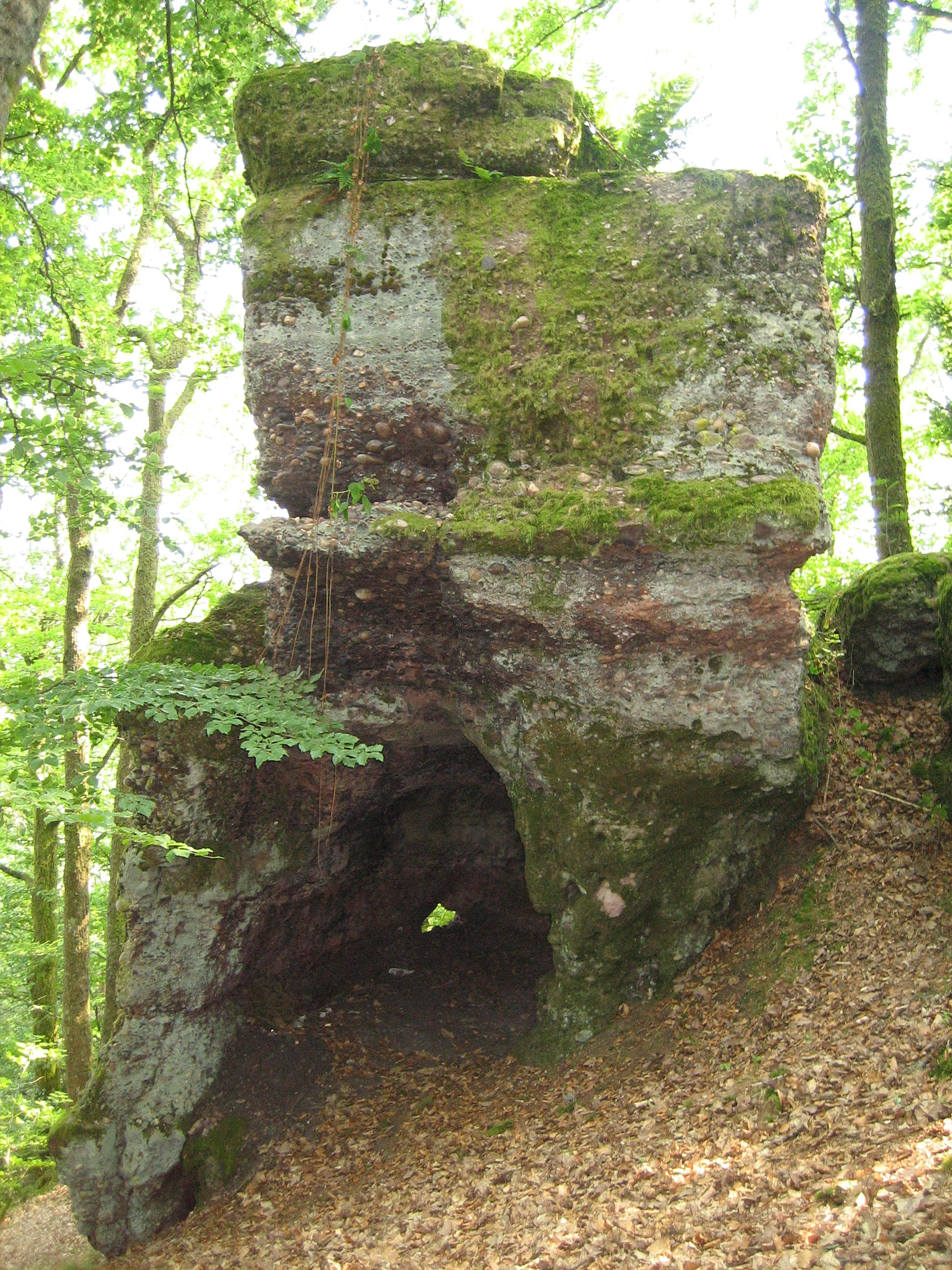
Roche du Recreux à la Tête du Fourneau.

Les monnaies gauloises furent découvertes au lieu-dit de la Tête du Fourneau, aussi appelée Roche du Fournel, dans le massif du Recreux, qui donne aux habitants leur nom de Rouges-Fournants. Selon la thèse du docteur Jean-Claude Diedler, on y trouvait peut-être dès le VIIIe siècle av. J.-C., un camp analogue au camp celtique de la Bure, avec un atelier de fonte du métal repris par la suite par des forgerons celtes.
On trouve sur le site une roche, dite du Recreux, percée de part en part d'une grotte, à travers laquelle est observable le phénomène du lever du soleil au solstice d'été. Selon Hervé Claudon, cette grotte, en partie creusée par la main de l'homme, serait le témoignage d'un culte solaire pré-chrétien.
Au Moyen Âge, on y brûlait des tas de feuilles (fournel) lors de rites de fécondité, au XVe siècle y subsiste une chapelle dédiée à saint Roch invoqué pour la guérison de la peste, mais dont aucun vestige ne subsiste.

### Histoire depuis le Moyen Âge

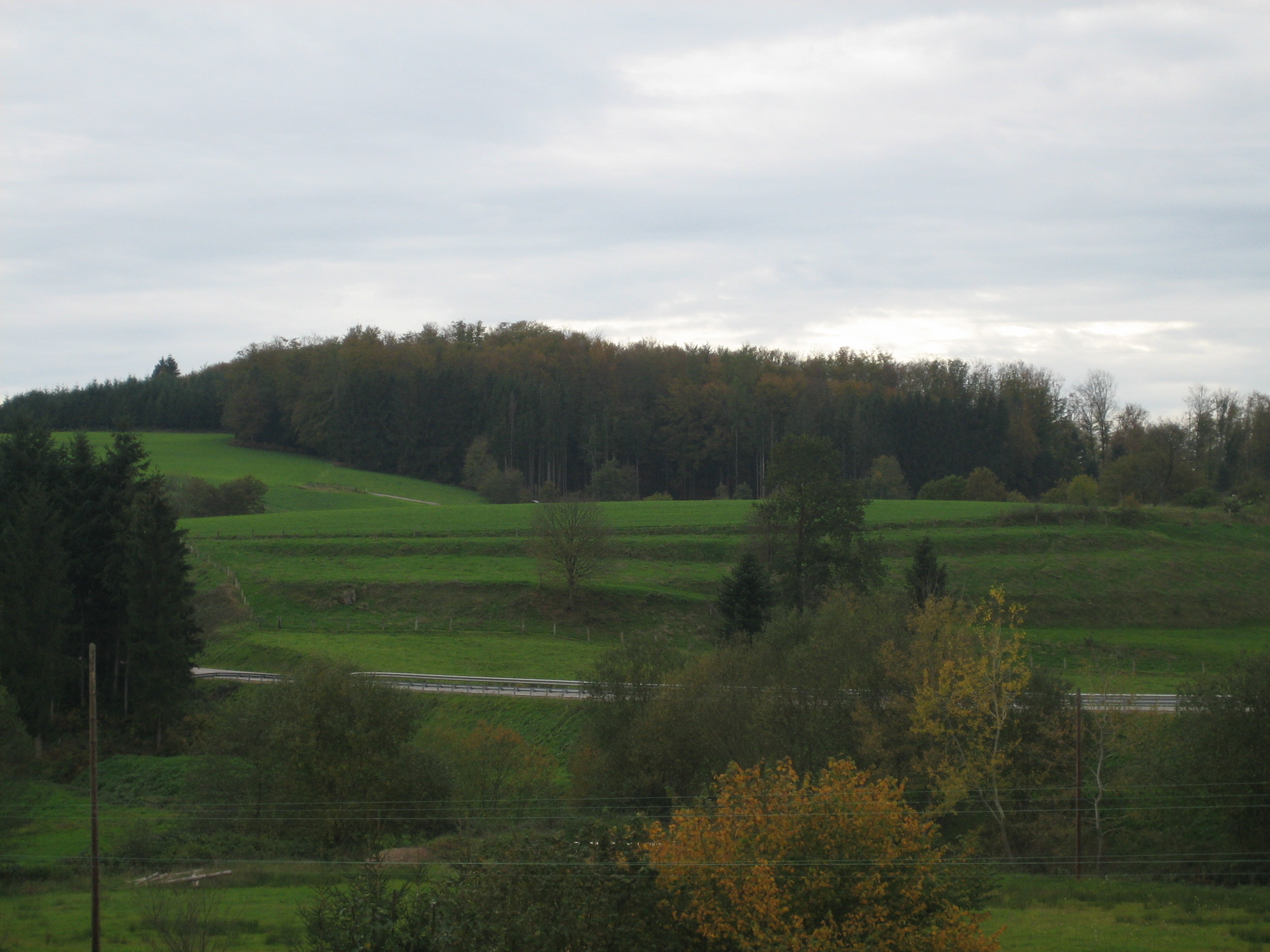
Le Haut-de-Châtillon, avec au premier plan la rocade.

Les habitants devaient faire le guet au château de Saint-Jean qui appartenait au comte de Girecourt et s'occupaient également d'amener du bois au chauffour (four à chaux) du château de Bruyères.
Le lieu-dit Châtillon, surplombant le hameau du Rupt-du-Void, abritait peut-être un habitat fortifié occupé par un membre de la famille de Girecourt.
Deycimont était en outre située à un carrefour sur la route des vins qui traversaient la prévôté de Bruyères. En effet c'est à cet endroit que passait la route qui menait de Bruyères à Arches en suivant la vallée de la Basse Vologne et la route qui menait à Épinal en passant par Le Roulier et Charmois.
La communauté fut exemptée du cens par le seigneur Humbert de Girecourt en 1696.

### Étymologie des toponymes et hydronymes
- Rupt-du-Void (Hameau) : le nom du hameau dérive de celui du ruisseau.
- Rupt du Void : qui signifie en ancien français Ruisseau du Voué ; dénomination en référence  sans doute au duc de Lorraine qui était le seigneur-voué du chapitre de Remiremont ou, sinon, en référence à l'habitat seigneurial qu'on suppose avoir existé à Châtillon.
- Plateau de Joinfaing : plateau du jeune pré.
- Les Prés du Seigneur : prés qui appartenaient au seigneur de Girecourt, et dont les redevances furent abolies en 1696.
- Faing Vairel : le pré de Vairel.
- Champ Berquamp : nom propre.
- Châtillon : vient de Castellum, château en latin.
- Sous la ville : lieu le plus bas du village, marécageux à cause de la Bouillante.
- La Creuse : vient peut-être de la présence d'une ancienne forge.
- Le Moulin : lieu du moulin construit dans les années 1611 par les frères Xeulley.
- Le Haut du Mont : endroit situé sur les hauteurs du village, sur le chemin qui mène au Recreux.
- Le Haut Meix.
- Les Moises du Mont.
- Champ du Jardin.
- Champ le Fève.
- Vaudrichamp.
- le Beha.
- Au Mehi.
- Meix de l'Âte : sa proximité avec le cimetière le fait peut-être dériver du mot aître.
- Sous l'église : champs situés en contrebas de l'éminence portant l'église.

## Politique et administration

### Administration municipale
Sous l'Ancien Régime, la mairie de Deycimont faisait partie du duché de Lorraine, qui en partageait l'administration et la levée des impôts avec le chapitre de Remiremont : un censier du XIVe siècle nous informe que le chapitre prélevait la moitié des tailles sur les blés d'automne ("wayn") et de printemps ("mars" ou "trémois"), et avait également la charge de rendre la justice. Il était de la prévôté de Bruyères et du bailliage des Vosges (Mirecourt) ; puis du bailliage de Bruyères après 1698.
La haute et la basse justice appartenaient au comte de Girecourt (AD88 11T18).

### Budget et fiscalité 2023

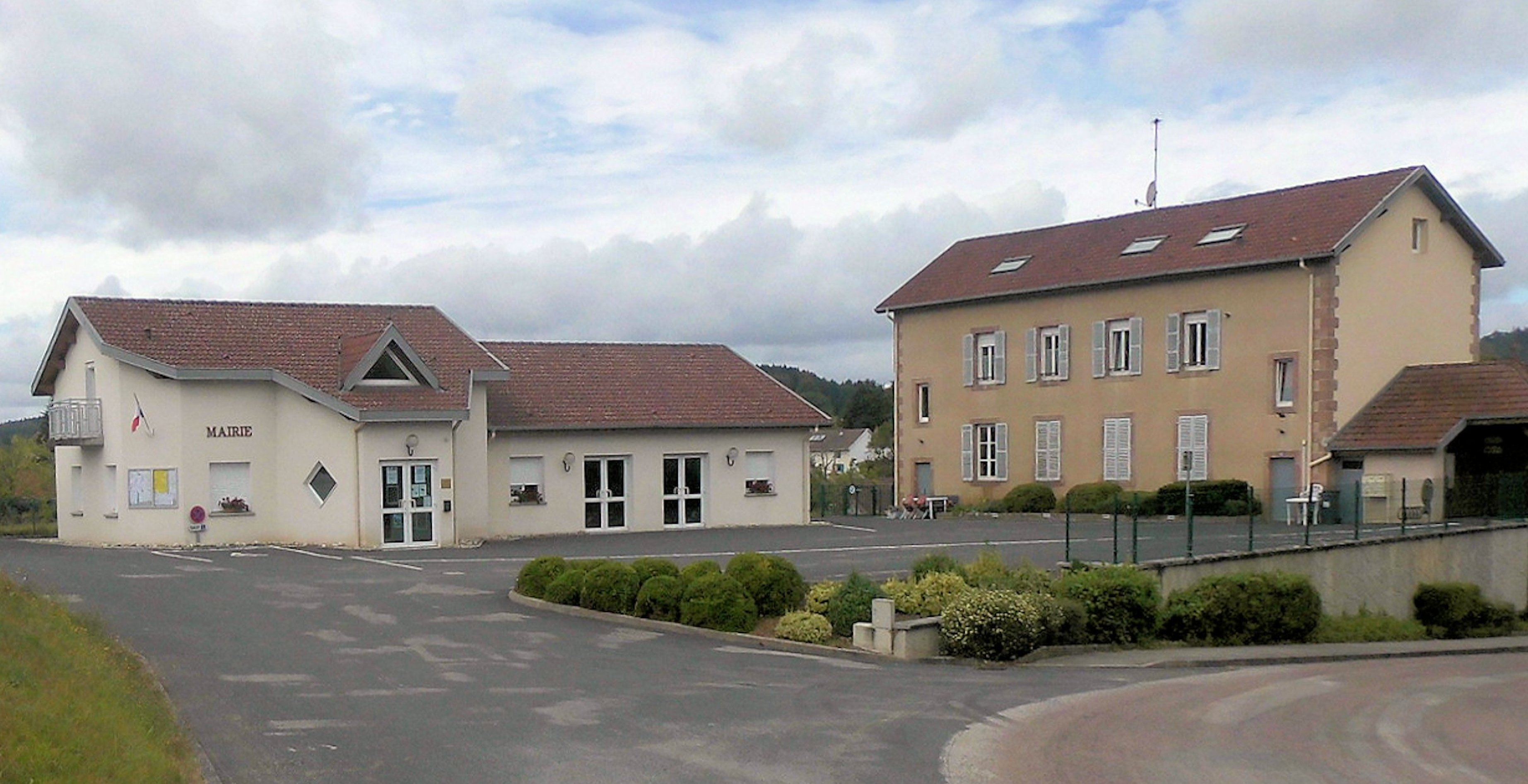
La mairie et l'école.

En 2023, le budget de la commune était constitué ainsi :
- total des produits de fonctionnement : 237 000 €, soit 743 € par habitant ;
- total des charges de fonctionnement : 163 000 €, soit 510 € par habitant ;
- total des ressources d'investissement : 110 000 €, soit 345 € par habitant ;
- total des emplois d'investissement : 27 000 €, soit 86 € par habitant ;
- endettement : 133 000 €, soit 416 € par habitant.

Avec les taux de fiscalité suivants :
- taxe d'habitation : 20,60 % ;
- taxe foncière sur les propriétés bâties : 38,41 % ;
- taxe foncière sur les propriétés non bâties : 24,72 % ;
- taxe additionnelle à la taxe foncière sur les propriétés non bâties : 0,00 % ;
- cotisation foncière des entreprises : 0,00 %.

Chiffres clés Revenus et pauvreté des ménages en 2021 : médiane en 2021 du revenu disponible, par unité de consommation : 24 400 €.

### Découpage territorial
À la Révolution, le village fut intégré au département des Vosges, au district de Bruyères et au canton de Docelles, puis au canton de Bruyères et à l'arrondissement d'Épinal. Deycimont fait actuellement partie de la 2e circonscription des Vosges (Saint-Dié-des-Vosges) et de l'arrondissement de Saint-Dié-des-Vosges.
Le village fait partie de la communauté de communes Vologne-Durbion, dont le siège est à Bruyères et dont le président est André Claudel (également maire de Lépanges-sur-Vologne).
Par arrêté préfectoral du 15 septembre 2023, la commune est retirée le 1er janvier 2024 de l'arrondissement d'Épinal et rattachée à l'arrondissement de Saint-Dié-des-Vosges.
| Période                                  | Période    | Identité                 | Étiquette | Qualité          |
| ---------------------------------------- | ---------- | ------------------------ | --------- | ---------------- |
| Les données manquantes sont à compléter. |            |                          |           |                  |
| 1902                                     | 1919       | Nicolas-Paul-Émile Genay |           |                  |
| 1919                                     | 1925       | Constantin Mathieu       |           |                  |
| 1925                                     | 1937       | Paul Constant Gremillet  |           |                  |
| 1937                                     | 1939       | Henri Constant Gremillet |           |                  |
| 1939                                     | 1940       | Paul Séraphin Gremillet  |           |                  |
| 1940                                     | 1944       | Henri Constant Gremillet |           |                  |
| 1944                                     | 1958       | Antoine Perrin           |           |                  |
| 1958                                     | mars 1965  | Georges Mathieu          |           |                  |
| mars 1965                                | mars 1983  | Georges Remy             |           |                  |
| mars 1983                                | mars 2001  | Jean-Marie Mathieu       | SE        | Industriel       |
| mars 2001                                | avril 2014 | Gérard Lepaul            | SE        | Artisan retraité |
| avril 2014                               | En cours   | Éric Aubry               |           | Ancien cadre     |

## Population et société

### Démographie

#### Évolution démographique
L'évolution du nombre d'habitants est connue à travers les recensements de la population effectués dans la commune depuis 1793. Pour les communes de moins de 10 000 habitants, une enquête de recensement portant sur toute la population est réalisée tous les cinq ans, les populations de référence des années intermédiaires étant quant à elles estimées par interpolation ou extrapolation. Pour la commune, le premier recensement exhaustif entrant dans le cadre du nouveau dispositif a été réalisé en 2005.

En 2022, la commune comptait 298 habitants, en évolution de −3,56 % par rapport à 2016 (Vosges : −2,96 %, France hors Mayotte : +2,11 %).
| 1793 | 1800 | 1806 | 1821 | 1831 | 1836 | 1841 | 1846 | 1856 |
| ---- | ---- | ---- | ---- | ---- | ---- | ---- | ---- | ---- |
| 287  | 305  | 334  | 314  | 385  | 394  | 380  | 402  | 380  |

| 1861 | 1866 | 1876 | 1881 | 1886 | 1891 | 1896 | 1901 | 1906 |
| ---- | ---- | ---- | ---- | ---- | ---- | ---- | ---- | ---- |
| 355  | 341  | 343  | 340  | 311  | 339  | 302  | 317  | 310  |

| 1911 | 1921 | 1926 | 1931 | 1936 | 1946 | 1954 | 1962 | 1968 |
| ---- | ---- | ---- | ---- | ---- | ---- | ---- | ---- | ---- |
| 269  | 259  | 244  | 241  | 225  | 229  | 262  | 260  | 231  |

| 1975 | 1982 | 1990 | 1999 | 2005 | 2006 | 2010 | 2015 | 2020 |
| ---- | ---- | ---- | ---- | ---- | ---- | ---- | ---- | ---- |
| 244  | 250  | 238  | 236  | 263  | 268  | 294  | 312  | 306  |

| 2022 | - | - | - | - | - | - | - | - |
| ---- | - | - | - | - | - | - | - | - |
| 298  | - | - | - | - | - | - | - | - |

Le village, comme tous les autres villages de Lorraine, a fortement subi les ravages de la guerre de Trente Ans puisque la région fut un lieu privilégié de passages et de combats.Au terme de ce conflit plus des 3/4 de la population disparut.[réf. nécessaire]
Après un demi-siècle, il récupéra sa population d'avant-guerre et connut sa plus grande expansion jusqu'au milieu du XIXe siècle où la population atteignit son maximum, avant un déclin aujourd'hui stabilisé.
Depuis la fin du XXe siècle et le début du XXIe siècle, la rurbanisation permet au village de connaître un nouvel essor démographique avec la construction d'un nombre important d'habitations et l'arrivée de plusieurs familles.

### Enseignement
Établissements d'enseignements :
- Écoles maternelles et primaires à Le Roulier, Lépanges-sur-Vologne, La Neuveville-devant-Lépanges, Docelles, Charmois-devant-Bruyères.
- Collèges à Bruyères, Éloyes, Le Tholy, Épinal.
- Lycées à La Baffe, Bruyères, Épinal.

### Les animations
- Créée en 1946, l'association des familles regroupe cinq communes : Lépanges/Vologne, Deycimont, Prey, Fays, La Neuveville-devant-Lépanges, le Boulay et Saint-Jean-du-Marché[35] et contribue à de nombreuses activités.

### Santé
Professionnels et établissements de santé :
- Médecins à Docelles, Bruyères, Laveline-devant-Bruyères, Grandvillers, Éloyes, Brouvelieures, Pouxeux, Granges-sur-Vologne.
- Pharmacies à Docelles, Bruyères, Éloyes, Pouxeux, Granges-sur-Vologne, Arches, Le Tholy, Saint-Nabord.
- Hôpitaux à Bruyères, Épinal, Golbey, Thaon-les-Vosges, Gerbépal, Rambervillers.
- Centre hospitalier Beatrix de Lorraine à Remiremont.

### Cultes
La paroisse de sainte Menne fut créée par l'évêque de Toul (les reliques furent apportées en 1679), certainement en même temps que fut construite l'église, vers 1050-1080 selon la légende ; auparavant, le village dépendait de la paroisse de Girecourt où l'on enterrait jusque-là les morts, et de cette seigneurie dépendait également le village. La paroisse n'est toutefois attestée que dans le pouillé de 1402. En dépendaient les villages de Méménil (avant 1695), de Charmois-Le Roulier de 1695 jusqu'en 1818 et de Lépanges jusqu'en 1863, date où ces villages furent dotés d'une église et érigés en paroisse.
Le conseil de fabrique qui s'occupait de la gestion de la paroisse était relativement riche puisqu'elle avait, en 1773, un actif de près de 450 livres, ce qui est assez important pour une paroisse rurale. Une quinzaine de confréries existaient au sein de la paroisse telles que :
- Saint Jean-Baptiste ;
- Saint Pierre ;
- Sainte Anne ;
- Saint Dominique ;
- Saint Quirin ;
- Sainte Menne ;
- Saint Nicolas ;
- Sainte Agathe ;
- Saint Joseph ;
- Saint Sébastien ;
- "Confrérie de la Très Sainte Vierge Marie en son titre d'Assomption" ;
- "Confrérie de la Très Sainte Vierge Marie en son titre d'Annonciation" ;
- "Confrérie des Fidèles Trépassés" ;
- "Confrérie du Saint Rosaire" ;
- "Confrérie du Très Saint Sacrement de l'Autel".

Depuis la fin du XXe siècle et le manque de prêtres pour assurer le service religieux la paroisse a été intégrée dans la paroisse de Saint-Antoine-en-Vologne, regroupant également les anciennes paroisses Sainte-Libaire de Lépanges, Saint-Valbert de Docelles, Saint-Jean-Baptiste de Cheniménil, Sainte-Gertrude de Charmois et Le Roulier, Tendon, Rehaupal, La Baffe/Mossoux et Saint-Jean-du-Marché.
| Nom              | Vie | Sacerdoce | Paroisse d'origine (si déjà en place lors du regroupement) |
| ---------------- | --- | --------- | ---------------------------------------------------------- |
| René Grivel      |     |           | Lépanges                                                   |
| Hubert Grandadam |     |           | Tendon                                                     |
| André Romary     |     |           |                                                            |

## Économie

### Entreprises et commerces
Le village est historiquement peuplé de paysans, mais on trouvait encore au XIXe siècle, voire au cours du XXe siècle, une féculerie au Faing Vairel, une fromagerie à la Creuse et deux cafés. Un moulin a existé dès l'époque moderne, aux mains de la famille Mathis ; un second construit en 1611 par les frères Xeulley finit par ruiner le premier.

#### Agriculture
- Élevage de vaches laitières.
- Élevage d'autres animaux.

#### Tourisme
- Hébergements et restauration à Docelles, Tendon, Laveline-du-Houx, Champ-le-Duc.

#### Commerces et services
- Commerces et services de proximité[37].

De nos jours, son économie est essentiellement et traditionnellement agricole avec six exploitations, mais possède également une entreprise de textile, secteur traditionnel de la région. Un artisan (électricien) et un mécanicien agricole exercent également dans la commune. La majorité des habitants travaillent toutefois hors des limites de la commune.

## Culture locale et patrimoine

### Lieux et monuments

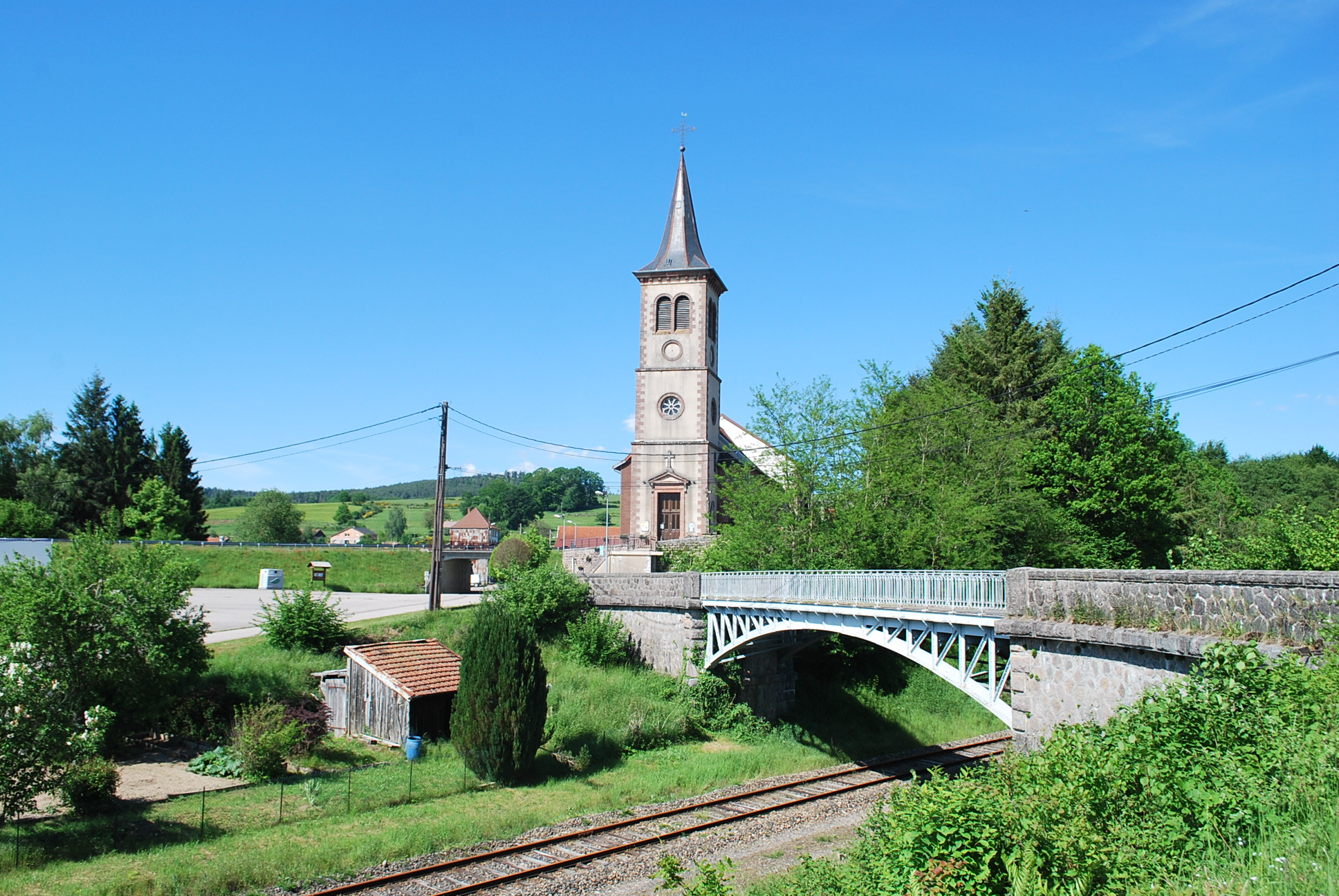
Église Sainte-Menne et le pont.
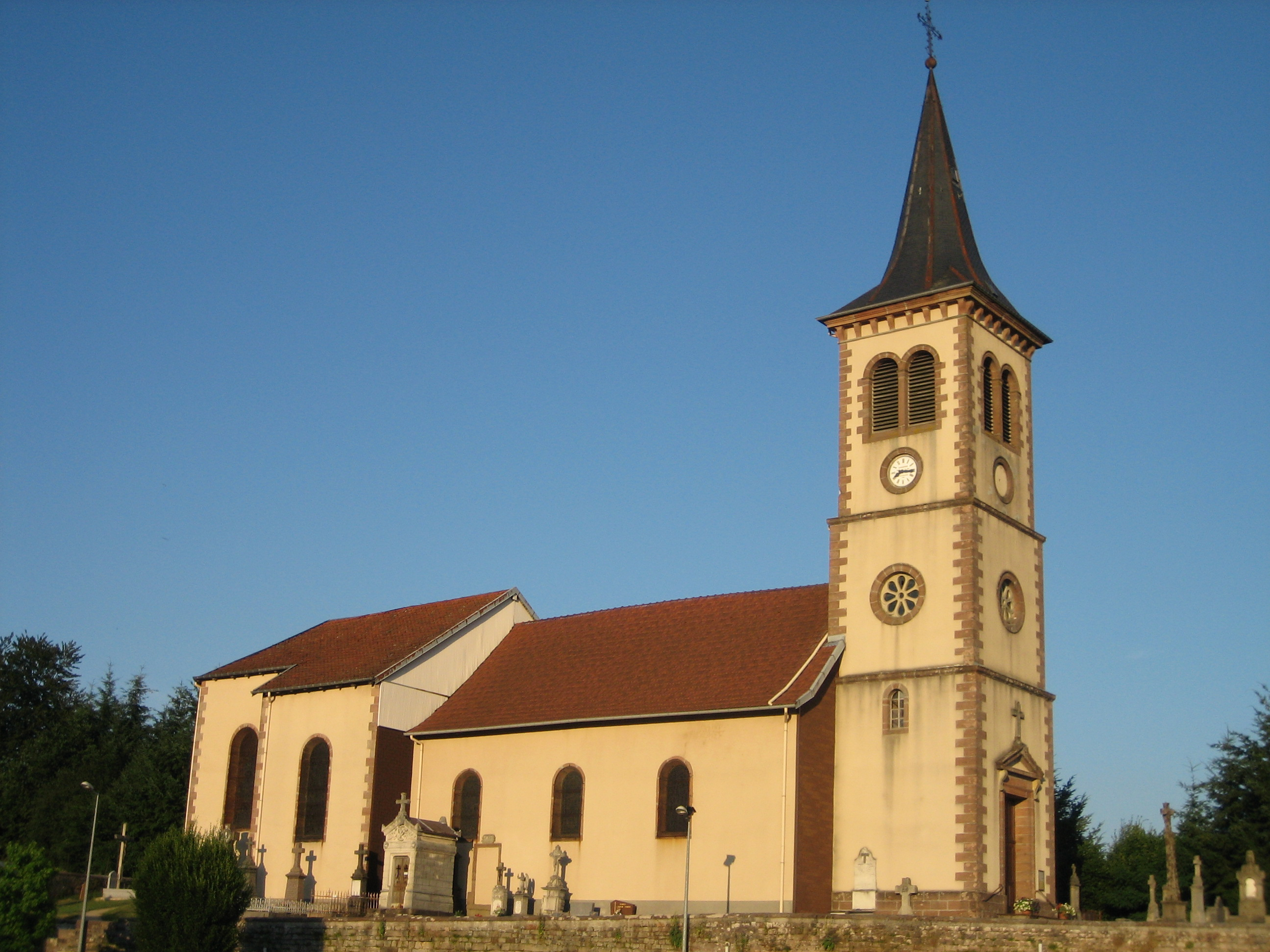
Église Sainte-Menne.
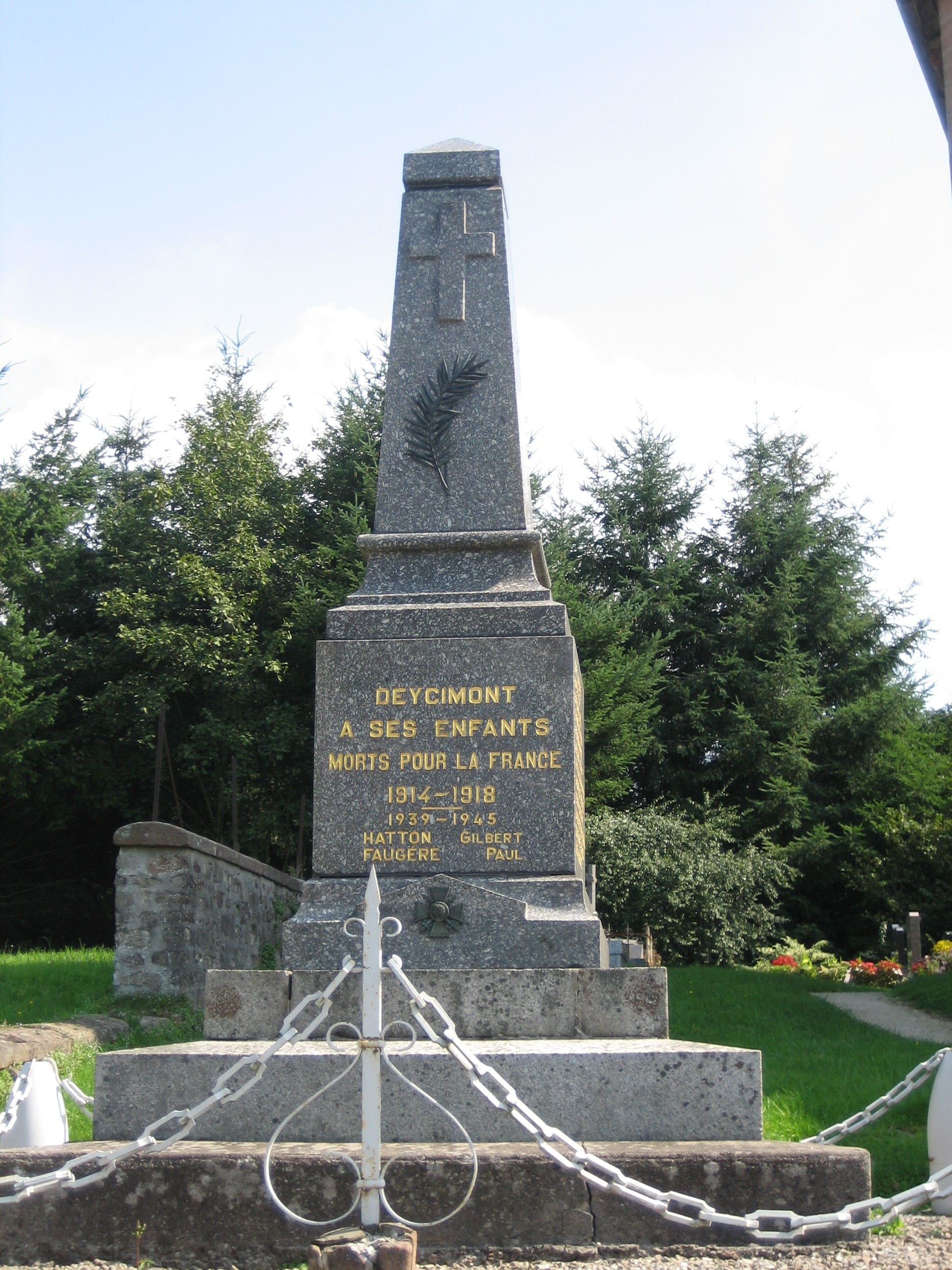
Monument aux morts.

- Site de la Tête du Fourneau[38].
- Roche des Gaulois (580 m) dédiée au culte de l'eau[39].
- Maisons du XVIIe siècle.
- Église Sainte-Menne du XIe siècle reconstruite entre 1710 et 1713.

Patrimoine mobilier
* tableau : Vocation de sainte Menne,.

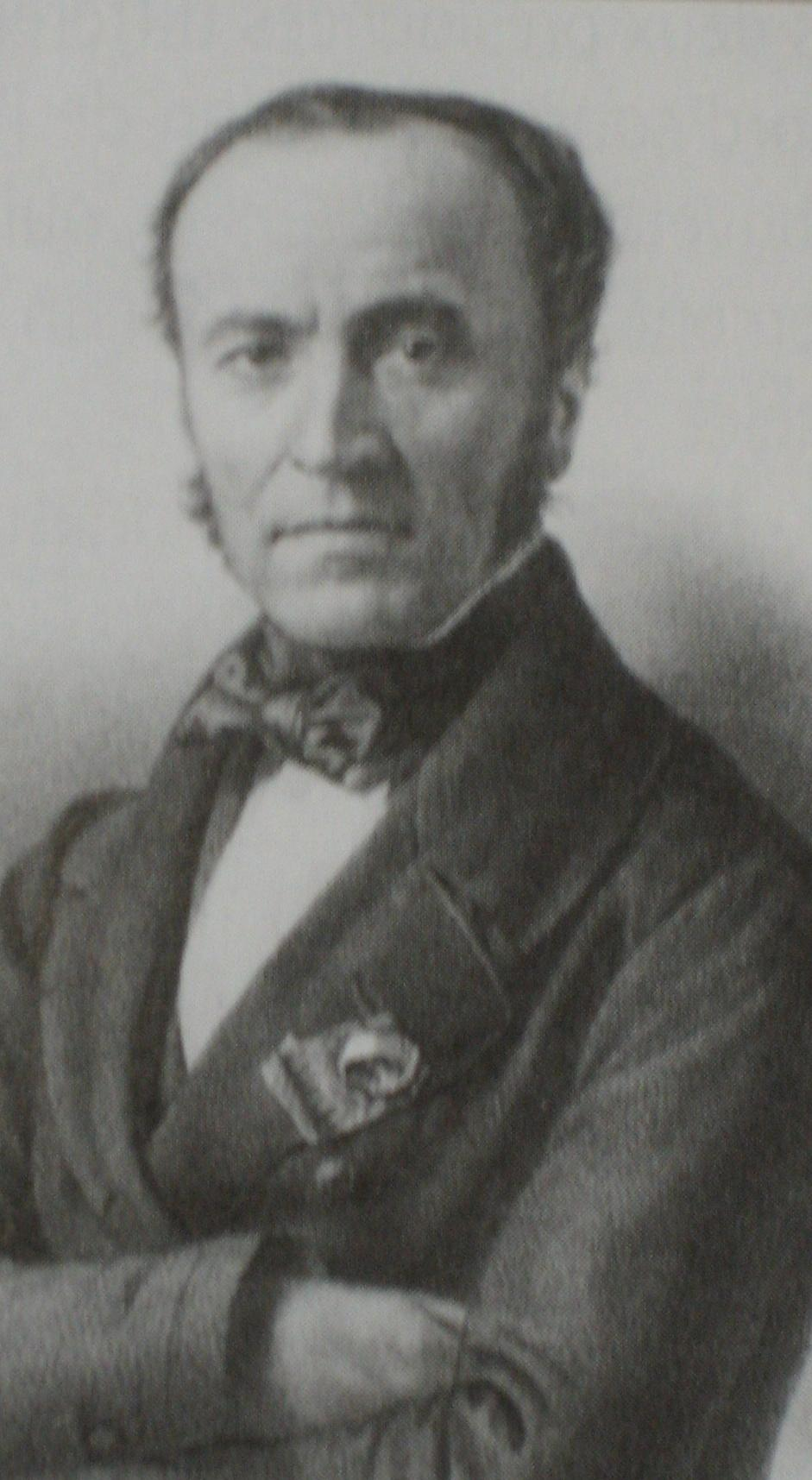
Jean Hubert Houël.

* buste : Sainte Menne.
* cuve des fonts baptismaux.
* cloche.
- Monument aux morts[46],[47].

### Personnalités liées à la commune
- Jean Hubert Houël, né à Deycimont le 14 germinal an X (4 avril 1802), mort à Saint-Dié le 20 octobre 1889, avocat, maire de Saint-Dié (1830-31), député des Vosges (1848-52).

Il fit partie des députés emprisonnés après le coup d'État du 2 décembre 1851 pour avoir signé la déchéance et la mise en accusation du président Louis-Napoléon Bonaparte, futur Napoléon III. Il renonça à la politique après cette courte détention.
- Médaillés de Sainte-Hélène[49].

## Héraldique
| Blason de Deycimont | Blason  | Tiercé en pairle renversé: au 1) de gueules à une gerbe de blé d'or, au 2) d'or à trois sapins coupés au naturel, au 3) d'azur à la fasce ondée d'argent et à une roue de moulin de sable brochant sur la fasce |
| Blason de Deycimont | Détails | Création JF Binon. Adoption 2023. |

## Pour approfondir